# Lovell House

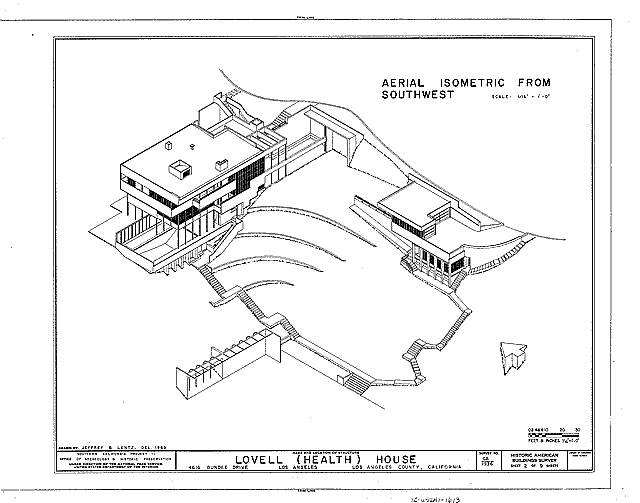
Casa Lovell Vista Isométrica (HABS dibujo)

La Casa Lovell o Lovell Health House es una residencia de estilo racionalista moderno diseñada y construida por Richard Neutra entre 1927 y 1929. La casa, ubicada en el 4616 de Dundee Drive en Los Ángeles, California, fue construida para el médico naturópata Philip Lovell. Es considerada un monumento importante en la historia de la arquitectura, y fue un punto de inflexión en la carrera de Neutra.

## Diseño
La casa estéticamente sigue muchos de los principios del estilo internacional o racionalista. Fue incluida en 1932 en la exhibición en el Museo de Arte Moderno en Nueva York que retrospectivamente ha definido el estilo. En esencia refleja el interés de Neutra en la producción industrial, y esto es más evidente en el uso repetitivo de los perfiles de las ventanas. De hecho, el ayudante de Neutra, Harwell Hamilton Harris sugirió que Neutra, se instaló en los Estados Unidos debido a Henry Ford.
Se describe a menudo como la primera casa de estructura de acero en los Estados Unidos, y también un ejemplo temprano del uso de hormigón proyectado. Neutra estaba familiarizado con la construcción en acero debido a su trabajo anterior con la empresa de Chicago Holabird & Roche. Neutra actuó como contratista para el proyecto con el fin de gestionar los costes y la calidad.
El interior refleja el interés de Neutra por el Cubismo, la transparencia y la higiene. El mínimalismo de los acabados muestra la influencia de Irving Gill. En otro guiño a la producción industrial, Neutra instaló dos faros del modelo Ford T, en el principal hueco de la escalera. (Los faros fueron proporcionados a Neutra por su ayudante Gregory Ain.) El Historic American Buildings Survey describe la Casa Lovell como "un excelente ejemplo de la arquitectura residencial, donde la tecnología recrea el entorno".
Philip Lovell estaba encantado con la casa y elogió a su arquitecto públicamente. Lovell había previamente encargado al arquitecto Rudolf Schindler construir su Casa de Playa Lovell en 1926. Neutra y Schindler fueron contemporáneos en Europa y los Neutra habían vivido con los Schindler (en la Casa Schindler), cuando se establecieron por primera vez en Los Ángeles en 1925. El Dr. Lovell eligió a Neutra en lugar de Schindler para construir su casa de Los Ángeles, mientras ellos estaban viviendo bajo el mismo techo. Neutra era conocido por sus relaciones con sus clientes, en las que él se consideraba a sí mismo como terapeuta y al cliente como su paciente. Dedicaba mucho tiempo a conocer a sus clientes y analizar sus necesidades.
La Casa Lovell fue añadido a la lista de Lugares Históricos Registrados de Los Ángeles, en 1971.

## En producciones cinematográficas
La casa fue utilizada en la película de 1997 L. A. Confidencial, como la casa de Pierce Morehouse Patchett, interpretado por David Strathairn. También fue representada en la película Principiantes (Mike Mills, 2010) como la casa de Oliver (Ewan McGregor) y su padre Hal (Christopher Plummer).

## Galería

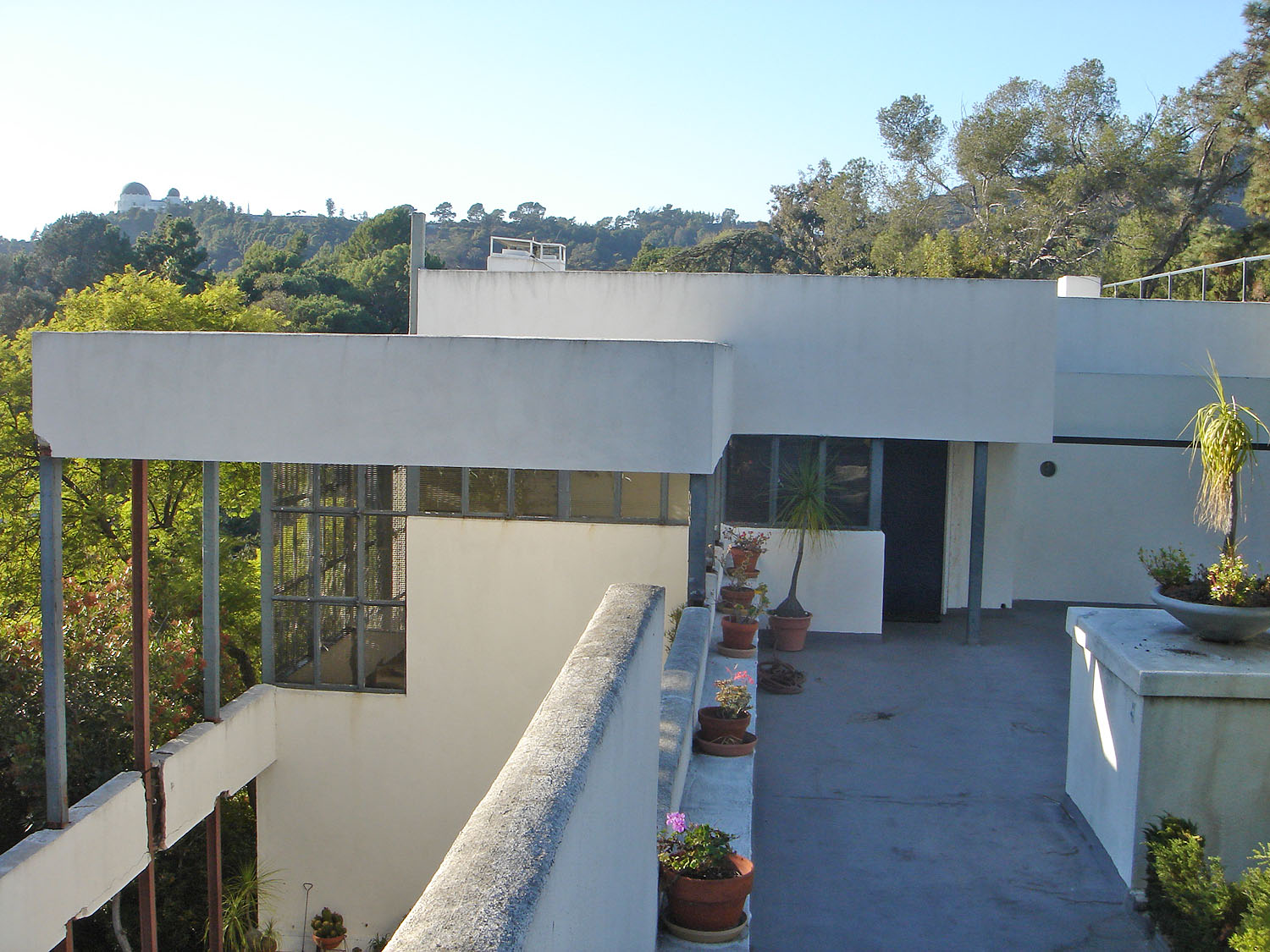
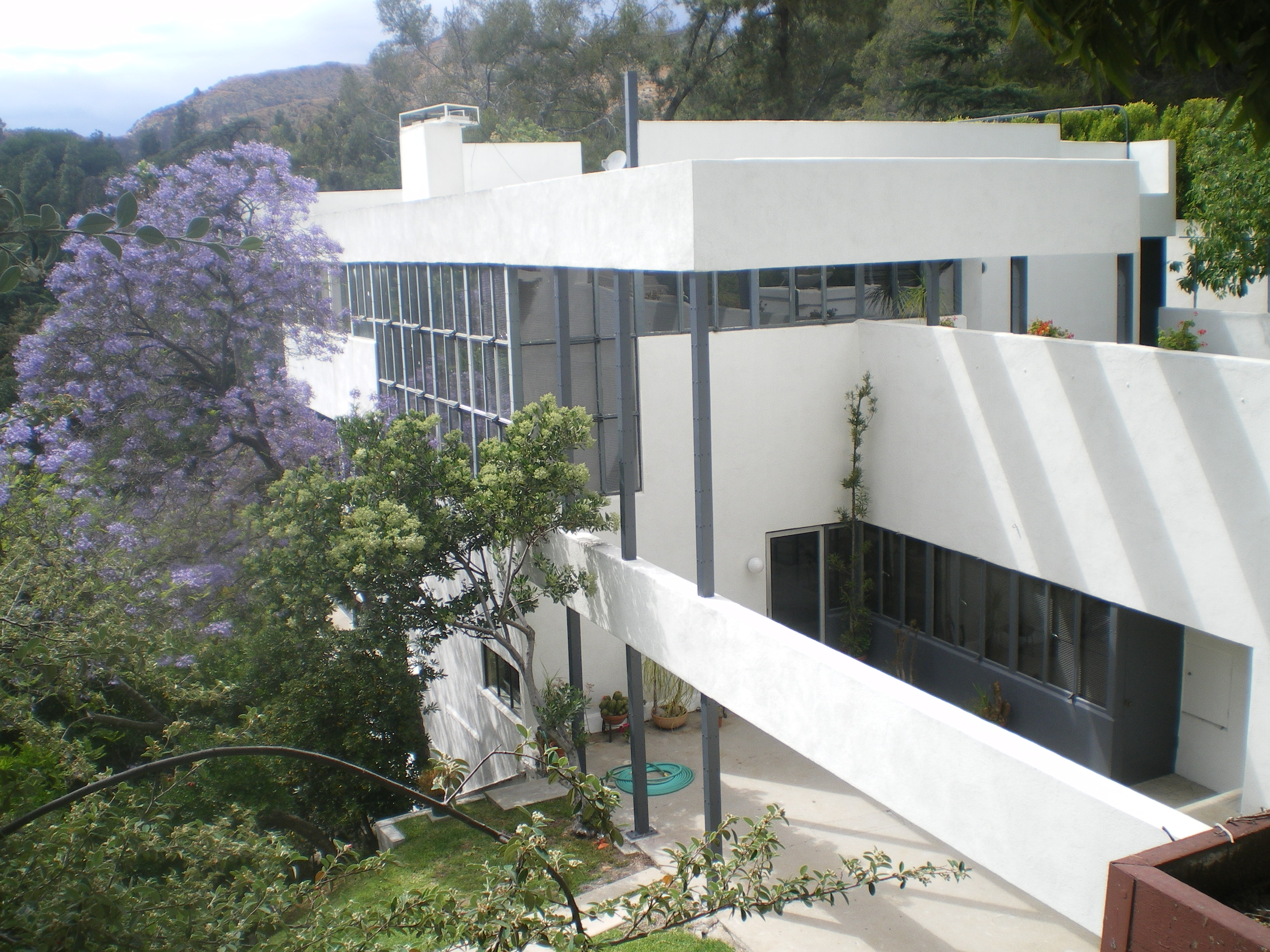
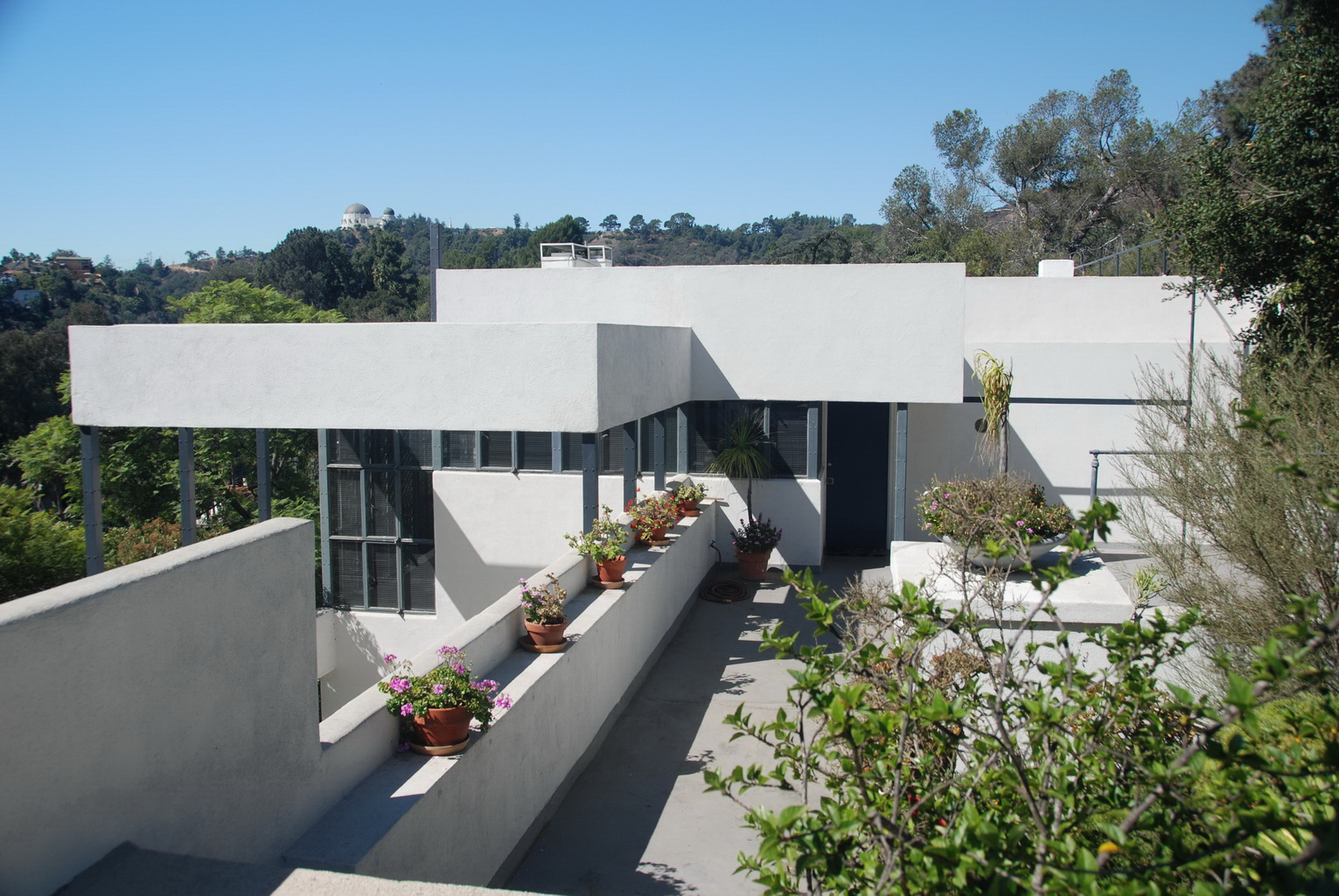